# Boogschieten op de Aziatische Spelen 1982
Boogschieten was een onderdeel van de Aziatische Spelen 1982 in New Delhi, India. Mannen en vrouwen konden individueel en in teams meedoen.

## Medaillewinnaars
| Onderdeel             | Goud                                       | Zilver                                                    | Brons                                  |
| Mannen (individueel)  | Hiroshi Yamamoto                           | Kim Young-Woon                                            | Takayoshi Matsushita                   |
| Mannen (team)         | KOR Kim Young-Woon Eum Sun-Ki Lee Yong-Ho  | INA Donald Pandiangan Suradi Rukimin Ferry Budiman Tatang | CHN Wang Youqun Feng Zemin Ru Guang    |
| Vrouwen (individueel) | O Gwang Sun                                | Kim Jin-Ho                                                | Kim Mi-Young                           |
| Vrouwen (team)        | KOR Kim Mi-Young Kim Jin-Ho Park Young-Suk | PRK Kim Tae-Suk O Gwang-Sun Kim Hye-Suk                   | CHN Meng Fanai Guo Meizhen Kong Yaping |